# بيتر لور
بيتر لور (واسمه الحقيقي لازلو لوفنشتاين László Löwenstein) هو ممثل أمريكي من أصل مجري. بدأ مسيرته الفنية في فيينا قبل أن ينتقل إلى ألمانيا حيث عمل أولا على المسرح، ثم مثل الأفلام في برلين في أواخر لبعشرينات وأوائل الثلاثينات من القرن العشرين. لوري تسبب في ضجة دولية في الفيلم الألماني إم (1931)، من إخراج فريتز لانغ، حيث صور القاتل المسلسل الذي يتولى الفتيات الصغيرات. حقق لور شهرة دولية في عام 1931 بتمثيله لقاتل متسلسل يدعى بيتر كورتن (بالألمانية: Peter Kürten) والذي كان يتصيد الفتيات الصغيرات في الفيلم الألماني إم الذي أخرجه فريتز لانغ.
غادر ألمانيا بعد عام 1933 بسبب أصله اليهودي. وكان أول فيلم له باللغة الإنجليزية هو الرجل الذي عرف أكثر من اللازم (1934) من إخراج ألفريد هيتشكوك وأنتج في بريطانيا العظمى. استقر بعدها في هوليوود، وأصبح لاحقا ممثلا تميز في العديد من أفلام الغموض والجريمة في هوليوود. ومن أفلامه الأمريكية الأولى جنون الحب والجريمة والعقاب، حيث واصل لعب دور القاتل، لكنه لعب بعد ذلك دور السيد موتو، وهو محقق ياباني، وذلك في العديد من أفلام الدرجة الثانية. عمل بشكل رئيسي مع وارنر براذرز من عام 1941 إلى عام 1946. كان أول فيلم من أفلام وارنرز هو الصقر المالطي (1941)، الذي بدأ معه سلسلة من الأدوار مع همفري بوجارت وسيدني غرينستريت. وأعقب ذلك كازابلانكا (1942)، وهو ثاني الأفلام التسعة التي ظهر فيها لور وغرينستريت. شملت أفلام لور الأخرى زرنيخ وانتيل قديم من إخراج فرانك كابرا (1944) و 20.000 فرسخ تحت الماء من إنتاج ديزني (1954). وكانت أدواره النمطية تمثل الأجنبي الشرير، ولم تعد مسيرته منتظمة في زمن لاحق. كان لور هو أول ممثل يلعب دور لو شيفر أحد أشرار بوند في النسخة التلفزيون من قصة كازينو رويال (1954). بعض أدواره الأخيرة كانت في أفلام رعب من إخراج روجر كورمان.

## روابط خارجية
- بيتر لور على موقع IMDb (الإنجليزية)
- بيتر لور على موقع الموسوعة البريطانية (الإنجليزية)
- بيتر لور على موقع روتن توميتوز (الإنجليزية)
- بيتر لور على موقع مونزينجر (الألمانية)
- بيتر لور على موقع ألو سيني (الفرنسية)
- بيتر لور على موقع ميوزك برينز (الإنجليزية)
- بيتر لور على موقع تيرنر كلاسيك موفيز (الإنجليزية)
- بيتر لور على موقع أول موفي (الإنجليزية)
- بيتر لور على موقع قاعدة بيانات الأفلام السويدية (السويدية)
- بيتر لور على موقع إن إن دي بي (الإنجليزية)